# Kościół Trójcy Świętej w Gorzowie Śląskim
Kościół Trójcy Świętej – rzymskokatolicki kościół parafialny, położony przy ulicy Małej 4 w miejscowości Gorzów Śląski (gmina Gorzów Śląski). Świątynia należy do parafii Trójcy Świętej w Gorzowie Śląskim w dekanacie Gorzów Śląski, diecezji opolskiej.

## Historia
Kościół parafialny w Gorzowie Śląskim wybudowany został w miejsce drewnianej świątyni, w latach 1894–1895. Architekt Otto Hempel z Byczyny, zaprojektował budowlę w stylu neogotyckim, natomiast budowę nadzorował Tomasz Skaletz z Kluczborka. 22 grudnia 1895 roku kościół został konsekrowany. Pod koniec II wojny światowej, w 1945 roku, budynek nieco ucierpiał, zostały wówczas zniszczone dach, mury, filary i okna. Odbudowa zniszczeń trwała do 1949 roku.

## Architektura i wnętrze
Świątynia zbudowana została na planie krzyża. Posiada nawę główną, dwie boczne oraz transept. Ołtarz główny i boczne, ambonę, chrzcielnicę i balaski wykonała, w stylu neogotyckim, firma C. Buhla z Wrocławia. W centralnej części ołtarza umieszczony jest obraz Trójcy Świętej, pochodzący z 1918 roku, wykonany przez R. Richtera-Glatza. Boczne niszy ozdabiają figury Św. Piotra oraz Św. Pawła. Jeden z ołtarzy bocznych posiada statuę Pana Jezusa z Najświętszym Sercem, drugi natomiast Matki Bożej Różańcowej. Z 1923 roku pochodzą wykonane w firmie F. Gypsena z Monachium, stacje Drogi Krzyżowej.

## Dzwony
Na kościelnej wieży wiszą 2 żeliwne dzwony z 1951 roku zakupione w miejsce 2 skonfiskowanych przez hitlerowców, które zostały zdjęte w 1943 roku. Na wieży wtedy pozostał zabytkowy dzwon z roku 1624, który uległ zniszczeniu wraz z całym kościołem w pożarze w 1995 r. Jeden ze zrabowanych dzwonów, powstały 1 lutego 1711 w Prudniku, po niemal 70 latach powrócił z Niemiec do Gorzowa. Został uroczyście oddany przez Biskupa Ordynariusza diecezji Rottenburg-Stuttgart w kwietniu 2011 r. Zawisł na specjalnie zbudowanej dla niego wolnostojącej dzwonnicy bramowej. Poświęcenie dzwonnicy i dzwonu miało miejsce we wrześniu 2014 r.
Zabytkowy dzwon bije codziennie o godzinie 12:00, a wszystkie trzy pół godziny przed niedzielnymi mszami oraz na procesje.
|    | Waga (kg) | Ton  | Rok odlania | Odlewnia                         | Miejsce   |
| -- | --------- | ---- | ----------- | -------------------------------- | --------- |
| 3. | 385 kg    | g"   | 1951        | Metalut, Łódź                    | Wieża     |
| 2. | 493 kg    | a'   | 1711        | Heinrich Joseph Reichel, Prudnik | Dzwonnica |
| 1. | 676 kg    | dis" | 1951        | Metalut, Łódź                    | Wieża     |